# Cichlinae
Los ciclinos son una subfamilia de peces de la familia Cichlidae que cuentan con tres géneros.

## Géneros
- Cichla
- Crenicichla
- Teleocichla

- Datos: Q3474
- Multimedia: Cichlinae / Q3474
- Especies: Cichlinae